# Judit Forgács
Judit Forgács (* 25. Mai 1959 in Budapest) ist eine ehemalige ungarische Leichtathletin, die sich auf den Sprint spezialisiert hat. Ihren größten Erfolg feierte sie mit dem Gewinn der Bronzemedaille über 400 Meter bei den Hallenweltmeisterschaften 1987 in Indianapolis sowie bei den Halleneuropameisterschaften 1990 in Glasgow.

## Sportliche Laufbahn
Erste internationale Erfahrungen sammelte Judit Forgács im Jahr 1977, als sie bei den Junioreneuropameisterschaften in Donezk in 54,87 s den fünften Platz im 400-Meter-Lauf belegte und mit der ungarischen 4-mal-400-Meter-Staffel mit 3:41,7 min auf Rang sechs gelangte. 1980 nahm sie an den Olympischen Sommerspielen in Moskau teil und schied dort über 400 Meter mit 53,06 s in der ersten Runde aus und belegte mit der Staffel in 3:27,9 min im Finale den fünften Platz. Im Jahr darauf klassierte sie sich bei der Sommer-Universiade in Bukarest mit 52,61 s auf dem vierten Platz über 400 Meter und 1982 gelangte sie bei den Europameisterschaften in Athen mit 52,49 s auf Rang acht. Im Jahr darauf belegte sie bei den Halleneuropameisterschaften in Budapest in 53,86 s den vierten Platz und im August schied sie bei den Weltmeisterschaften in Helsinki mit 52,74 s im Halbfinale über 400 Meter aus. 1987 belegte sie bei den Halleneuropameisterschaften in Liévin in 52,87 s den fünften Platz und anschließend gewann sie bei den Hallenweltmeisterschaften in Indianapolis in 52,68 s die Bronzemedaille hinter Sabine Busch aus der DDR und der US-Amerikanerin Lillie Leatherwood. Im August schied sie bei den Weltmeisterschaften in Rom mit 52,99 s im Halbfinale im Einzelbewerb aus und verpasste mit der Staffel mit 3:31,56 min den Finaleinzug. Im Jahr darauf schied sie bei den Halleneuropameisterschaften in Budapest mit 53,16 s im Semifinale über 400 Meter aus.
1989 schied sie bei den Hallenweltmeisterschaften in Budapest mit 53,86 s im Semifinale über 400 Meter aus und im September wurde sie beim IAAF Weltcup in Barcelona mit dem europäischen Auswahlteam über 4-mal 400 Meter disqualifiziert. Im Jahr darauf gewann sie bei den Halleneuropameisterschaften in Glasgow in 53,02 s die Bronzemedaille hinter Marina Schmonina aus der Sowjetunion und der Rumänin Iolanda Oanță. Im August schied sie bei den Europameisterschaften in Split mit 52,77 s im Halbfinale im Einzelbewerb aus und belegte mit der Staffel in 3:32,30 min den siebten Platz. 1991 schied sie bei den Weltmeisterschaften in Tokio mit 53,79 s im Halbfinale über 400 Meter aus und gelangte mit der Staffel mit 3:29,07 min im Finale auf Rang acht. Im Jahr darauf nahm sie erneut an den Olympischen Sommerspielen in Barcelona teil und schied dort mit 54,25 s im Viertelfinale im Einzelbewerb aus und kam mit der Staffel mit 3:33,81 min nicht über den Vorlauf hinaus. 1994 bestritt sie ihre letzten offiziellen Wettkämpfe und beendete daraufhin ihre aktive sportliche Karriere im Alter von 36 Jahren.
In den Jahren 1982, 1983 und 1986 wurde Forgács ungarische Meisterin im 200-Meter-Lauf sowie 1977, 1982 und 1983, 1985 und von 1989 bis 1992 über 400 Meter. Zudem wurde sie 1987 und 1991 Hallenmeisterin über 200 Meter sowie 1984 und 1990 über 400 Meter.

## Persönliche Bestzeiten
- 200 Meter: 23,46 s, 24. Juli 1983 in Sofia
  - 200 Meter (Halle): 23,78 s, 14. Februar 1987 in Budapest
- 400 Meter: 51,55 s, 29. Juli 1983 in Budapest
  - 400 Meter (Halle): 52,29 s, 8. Februar 1987 in Budapest (ungarischer Rekord)